# Eupithecia kueppersi
Eupithecia kueppersi là một loài bướm đêm trong họ Geometridae.